# Misano Adriatico
Misano Adriatico (Misên en dialecte romagnol) est une commune de la province de Rimini de la région Émilie-Romagne en Italie.

## Géographie
La commune se situe sur la riviera romagnole entre les communes de Riccione et Cattolica à une quinzaine de km au sud de Rimini, traversée par la route SS16 et reliée à l’autoroute A14 au raccordement de Riccione.

### Territoire
Misano Adriatico s’étend entre de vertes collines sur une superficie de 2.243 ha, entre la ligne de la côte Adriatique au nord-est, et le cours du fleuve Conca au sud-est qui le sépare de Cattolica et San Giovanni in Marignano, le territoire de San Clemente (Italie) et Coriano au sud-ouest et le territoire de Riccione au nord-ouest. Y compris les cours d’eau fosso Raibano, la Fossa et le rio Alberello.
Le territoire de Misano est fortement enraciné dans l’arrière pays. L'altitude varie de 1 m à un maximum de 167 m près du mont Annibolina, pour une hauteur moyenne de 49 mètres. L’antique centre habité de la localité de Misano Monte, dominé par l’église Saint-Blaise de Sébaste patron de la commune, se trouve sur une position panoramique à 97 mètres sur le niveau de la mer.

## Histoire
De nombreuses découvertes archéologiques datent la cité de l’époque romaine, mais Misano devient important en 997 avec la construction de la paroisse de Sant'Erasmo, une des plus antiques de la zone. De 1295 à 1528, Misano fut sous la domination des Malatesta qui y édifièrent un château dont il ne reste aujourd’hui qu’un porche d’entrée et une partie de la tour (qui devint le symbole de l’écusson de la ville). À la décadence de la dynastie des Malatesta, Misano entre dans les États pontificaux jusqu’à l’unité de l’Italie. En 1511, Misano fut reconnue comme commune autonome.
Pour des raisons financières, Misano perdit plusieurs fois son indépendance administrative pour être annexée aux différentes communes limitrophes : San Giovanni in Marignano en 1824 et Cattolica en 1935. En 1938, sous l’autorité de Mussolini, Misano prend le nom de Villa Vittoria (nom qui remonte à 1862), pour devenir ensuite, avec le développement touristique, Misano Adriatico et siège communal en 1949.
Avec le retour au pays des émigrés, des frazione ou zones résidentielles de la commune de Misano prirent des noms singuliers :  Misano Brasile, Villaggio Argentina, Canadà, Le Casacce, Belvedere, l'Uruguay et Paraguay. 
Misano connut un accroissement de population et un développement autour du tourisme balnéaire de la riviera romagnole. Les principales attractions construites dans l’après-guerre sont : le port touristique de Portoverde (1963), le Misano World Circuit (ex-Circuit International Santamonica, construit en 1972 et restructuré en 2007), le  Stade Communal Santamonica (1993) et l’amélioration de l’avenue centrale Via Repubblica (2000) et du bord de mer (2004).

## Population

### Évolution de la population en janvier de chaque année
| 1861  | 1901  | 1921  | 1951  | 1961  | 1971  | 1981  | 1991  | 2001   |
| ----- | ----- | ----- | ----- | ----- | ----- | ----- | ----- | ------ |
| 2 493 | 3 454 | 4 024 | 4 502 | 5 202 | 6 349 | 7 898 | 8 831 | 10 174 |

| 2011   | - | - | - | - | - | - | - | - |
| ------ | - | - | - | - | - | - | - | - |
| 12 359 | - | - | - | - | - | - | - | - |

### Ethnies et minorités étrangères
Selon les données de l’Institut national de statistique (ISTAT) au 1er janvier 2010 la population étrangère résidente était de 1.165 personnes.
Les nationalités majoritairement représentatives étaient :
| Pos. | Pays     | Population |
| ---- | -------- | ---------- |
| 1    | Albanie  | 463        |
| 2    | Roumanie | 149        |

## Administration
| Période                                  | Période           | Identité          | Étiquette                  | Qualité |
| ---------------------------------------- | ----------------- | ----------------- | -------------------------- | ------- |
| 6 octobre 1946                           | 27 mai 1951       | Nicola Sebastiani | PCI                        |         |
| 27 mai 1951                              | 27 mai 1956       | Nicola Sebastiani | PCI                        |         |
| 27 mai 1956                              | 6 novembre 1960   | Nicola Sebastiani | PCI                        |         |
| 6 novembre 1960                          | 22 novembre 1964  | Tomaso Mulazzani  | PSI                        |         |
| 22 novembre 1964                         | 7 juin 1970       | Nicola Sebastiani | PCI                        |         |
| 7 juin 1970                              | 15 juin 1975      | Antonio Semprini  | PCI                        |         |
| 15 juin 1975                             | 8 juin 1980       | Antonio Semprini  | PCI                        |         |
| 8 juin 1980                              | 12 juillet 1982   | Antonio Semprini  | PCI                        |         |
| 12 juillet 1982                          | 12 mai 1985       | Sergio Morotti    | PCI                        |         |
| 12 mai 1985                              | 6 mai 1990        | Sergio Morotti    | PCI                        |         |
| 6 mai 1990                               | 28 septembre 1992 | Sergio Morotti    | PCI, PDS                   |         |
| 28 septembre 1992                        | 23 avril 1995     | Sandro Tiraferri  | PCI, PDS                   |         |
| 23 avril 1995                            | 13 juin 1999      | Sandro Tiraferri  | PDS, DS                    |         |
| 13 juin 1999                             | 14 juin 2004      | Sandro Tiraferri  | DS                         |         |
| 14 juin 2004                             | 8 juin 2009       | Antonio Magnani   | DS, Democratici per Misano |         |
| 8 juin 2009                              | En cours          | Stefano Giannini  | PD Parti démocratique      |         |
| Les données manquantes sont à compléter. |                   |                   |                            |         |

### Hameaux
Belvedere, Misano Brasile, Misano Cella, Misano Mare, Misano Monte, Portoverde, Santamonica, Scacciano, Villaggio Argentina

### Communes limitrophes
Cattolica, Coriano, Riccione, San Clemente, San Giovanni in Marignano

## Galerie de photos

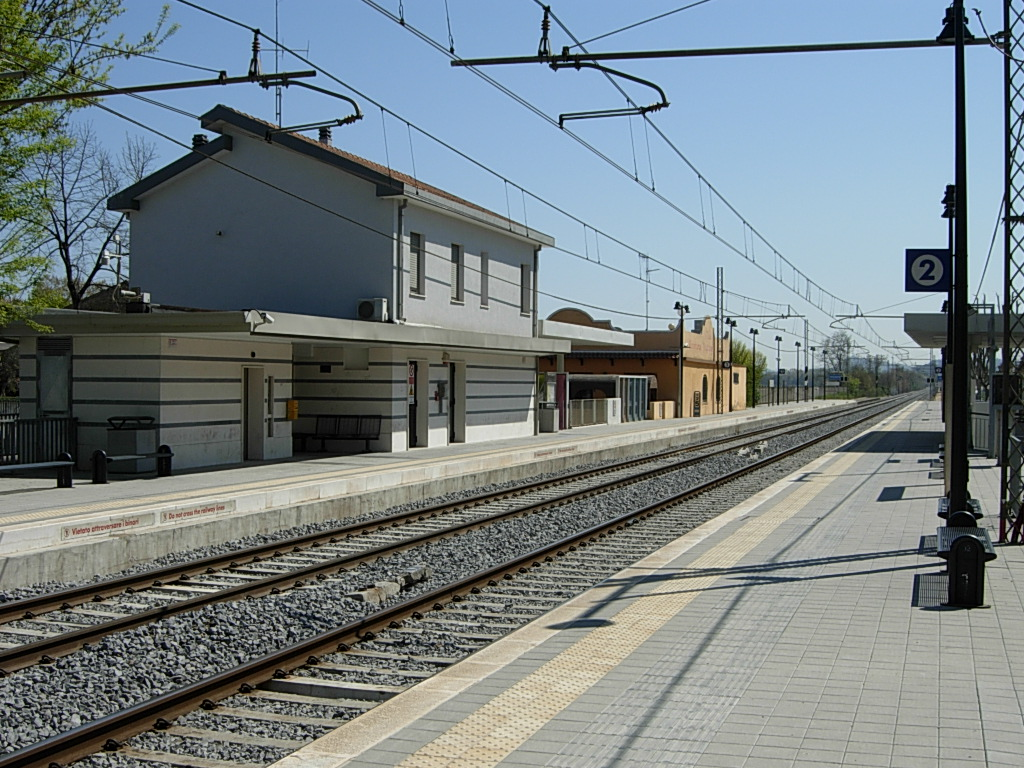
La gare ferroviaire.
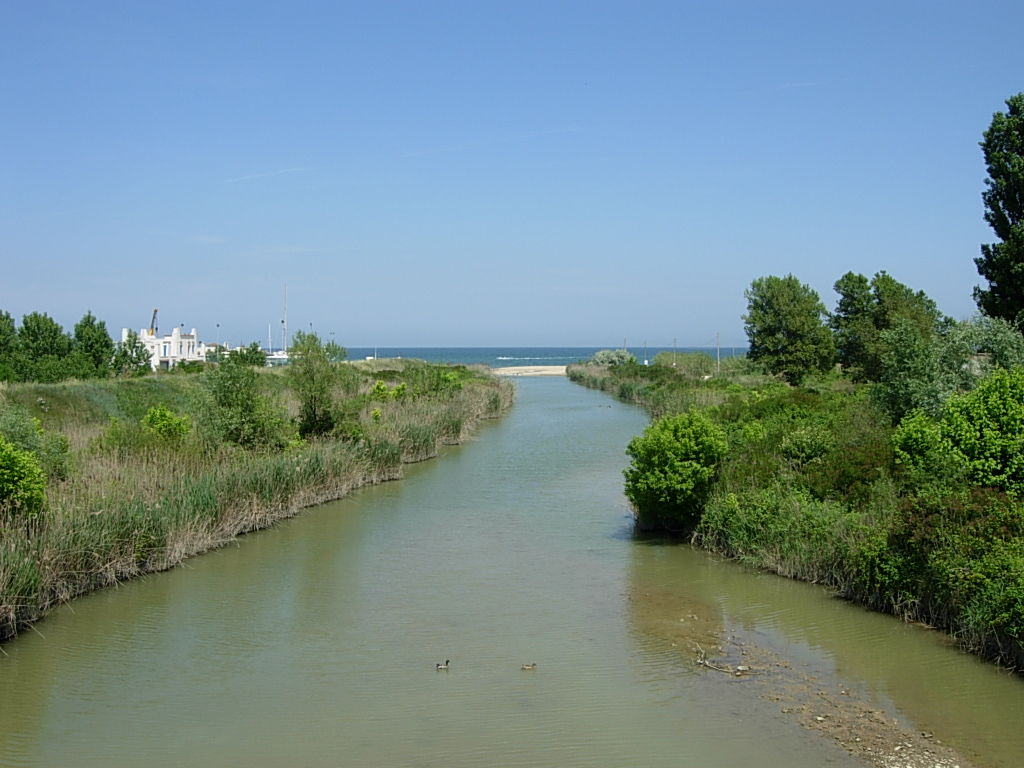
L’embouchure du fleuve Conca.
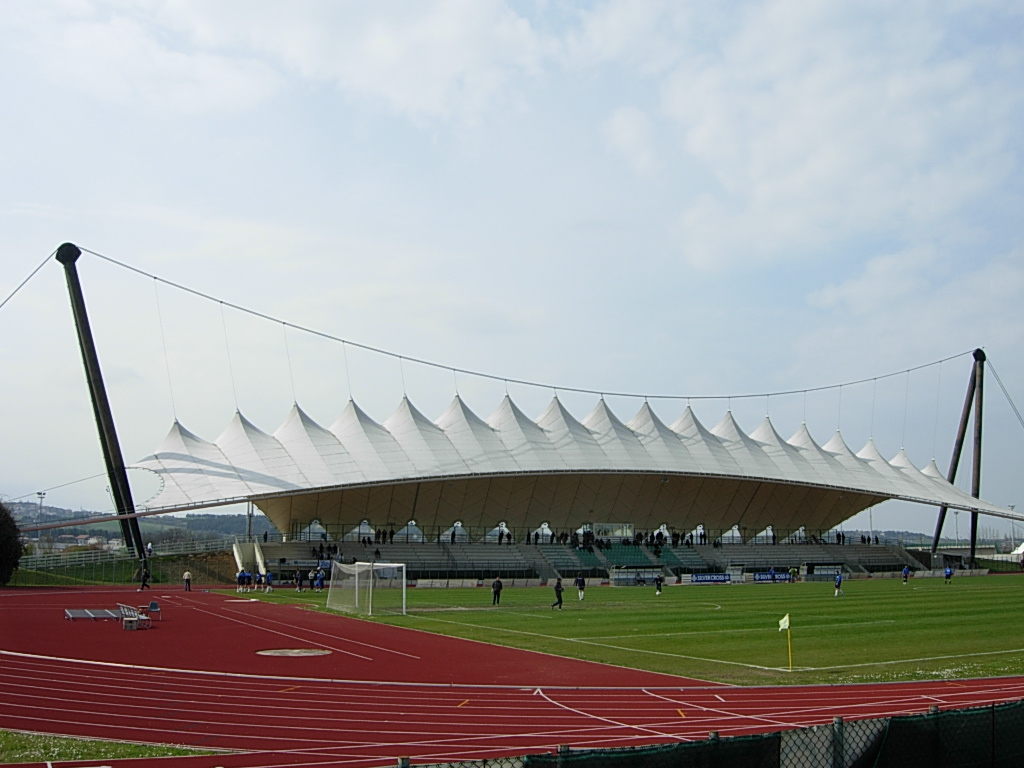
Le Stade Communal  Santamonica.
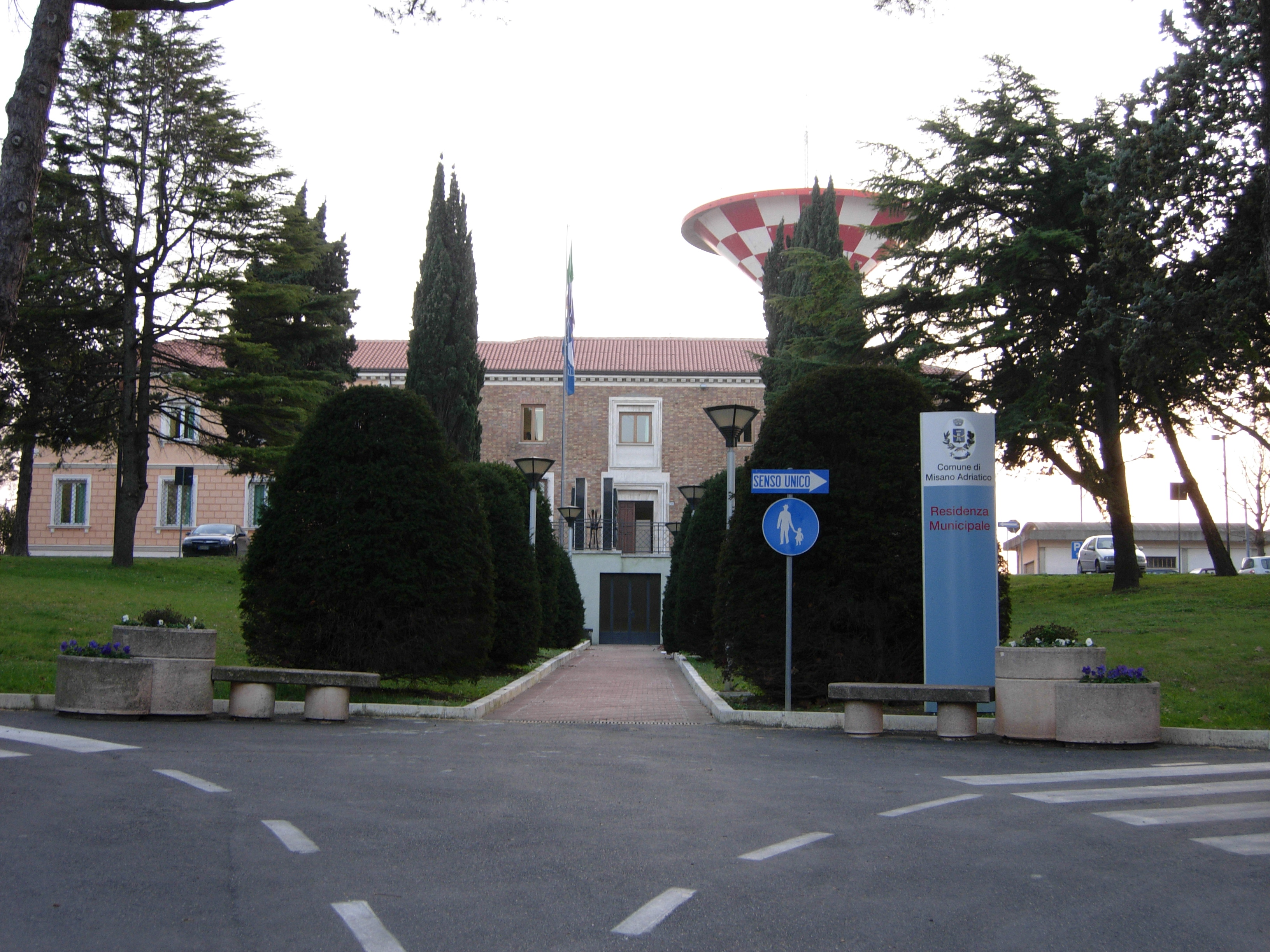
La Residenza municipale in Via Repubblica

## Manifestations culturelles
- Voci nell'arena (voix dans l’arène), spectacle théâtral, la première semaine de juillet,
- Festival international d’interprétation au piano, la première semaine d’août

## Manifestations sportives

### Motocyclisme
À Santa Monica (Misano Adriatico) se trouve l’autodrome Misano World Circuit (Circuito Internazionale Santamonica jusqu’en 2006). Le circuit est associé au nom de Marco Simoncelli né à Cattolica décédé dans un accident pendant le Grand Prix moto de Malaisie 2011.
 
L’évènement majeur disputé sur le circuit est le Grand Prix moto de Saint-Marin du Mondial et le Gran premio di San Marino du championnat mondial de Superbike.

### Cyclisme
Sur le territoire de Misano Adriatico se déroule la semi-étape de la Semaine internationale Coppi et Bartali. En 2005 et 2006 se déroula aussi le Gran Premio Città di Misano-Silver Cross. Le 19 mai 2011, la douzième étape du Giro d'Italia traversa la commune.

## Personnalités liées à Misano Adriatico
- Giuseppe Del Bianco (1880 - 1948), donateur pour l’aide aux anciens de la commune.
- Shoya Tomizawa, pilote motocycliste japonais, disparu le 5 septembre 2010.
- Pierfrancesco Chili, ex motocycliste italien.
- Sofia Bruscoli, showgirl.
- Maddalena Mazzoli, modèle, fut Miss Romagna en 2006.